# Веснянка пилоусая
Веснянка пилоусая (лат. Isoptena serricornis) — вид веснянок из семейства салатовых веснянок. Единственный представитель рода Isoptena.

## Описание
Длина тела имаго 7-11 мм. Усики пильчатые. По бокам от средней линии переднеспинки имеются по одному рыжевато-бурому пятну. У личинок голени с роющими гребешками из крепких щетинок. Яйца размером 332±22 x 255±15 мкм, их поверхность мелко и редко пунктирована.

## Биология
Личики обитают в реках, зарываясь в песок. Начинают питаться со второго возраста, основной рацион составляют детрит, олигохеты и хирономиды. В течение года развивается одно поколение. Самки откладывают от 7 до 54 яиц. Потенциальная плодовитость до 75 яиц. Яйцекладка происходит в возрасте 8—10 дней. При температуре 21,5°С развитие яиц продолжается 11-15 дней, а при 7,3 °C — 282 дня. Взрослые особи вылетают с апреля по июль, питаются пыльцой растений.

## Распространение
Обитает в Северной, Центральной и Восточной Европе.